# Reneé Rapp
Reneé Jane Rapp (Huntersville, 10 januari 2000) is een Amerikaans singer-songwriter en actrice. 
Rapp is vooral bekend door haar rol als Regina George in de Broadway-musical Mean Girls (2019–2020). Ze speelde de rol opnieuw in de film Mean Girls uit 2024 en droeg ook bij aan de soundtrack. Rapp speelt mee in de komische tienerserie The Sex Lives of College Girls (2021–heden) op MAX.
Rapp bracht haar debuut-ep Everything to Everyone in 2022 uit, die gevolgd werd door haar studioalbum Snow Angel in 2023.